# Мрежов интерфейс
Мрежовият интерфейс в една компютърна мрежа е системен (софтуерен / хардуерен) интерфейс между две мрежови устройства или между два протоколни слоя.
Мрежовият интерфейс обикновено има някаква форма на мрежов адрес (IP адрес, MAC адрес или др.). Това може да бъде Id възел и номер на порт или може да бъде уникален Id възел
Мрежовите интерфейси осигуряват стандартизирани функции като предаване на съобщения, свързване и изключване, и т.н.

## Примери
- Хардуерен порт
- Мрежова карта (Network interface controller, NIC)